# Nanostreptus geayi
Nanostreptus geayi är en mångfotingart som först beskrevs av Henri W. Brölemann 1898.  Nanostreptus geayi ingår i släktet Nanostreptus och familjen Spirostreptidae. Inga underarter finns listade i Catalogue of Life.